# Eduardo de Rojas Ordóñez
Eduardo de Rojas y Ordóñez (1909-2005), v conde de Montarco, fue un político falangista y ganadero español.

## Biografía
Nació en 1909 en Madrid. A partir de 1928 se dedicó a las explotaciones agropecuarias que poseía. Fue uno de los fundadores de Falange Española y tuvo una relación muy cercana con su líder José Antonio Primo de Rivera.
Durante la guerra civil española recibió asilo en la legación de los Países Bajos y posteriormente abandonaría Madrid y se refugiaría en Francia. En agosto de 1937 fue nombrado inspector de Falange Española Tradicionalista y de las JONS en Argentina. En 1940 reveló en Informaciones que José Antonio Primo de Rivera le habría confesado que «lo mejor para Madrid sería prenderle fuego por los cuatro costados y colocar unos retenes de bomberos en los edificios que mereciera la pena conservar». En la posguerra colaboró en la llamada Academia Breve de Crítica de Arte de Eugenio d'Ors.
Durante la Segunda Guerra Mundial se enroló en la División Azul para luchar contra la Unión Soviética en el Frente Oriental y estuvo detenido en Bielorrusia. Fundador en 1956 de la revista agraria La Gaceta Rural, crítica con la política agraria franquista, se convertiría en un defensor de los intereses de los agricultores y ganaderos. Llegó a desempeñar los cargos de consejero nacional del Movimiento y de teniente de alcalde del Ayuntamiento de Madrid. Falleció el 6 de agosto de 2005.